# Hervormde kerk (Midsland)
De hervormde kerk van Midsland is een kerkgebouw op Terschelling in de Nederlandse provincie Friesland.

## Beschrijving
De eenbeukige kruiskerk uit 1880 met dakruiter werd gebouwd op de plaats van een zaalkerk uit de 17e eeuw die in 1880 werd afgebroken. Het kerkhof wordt omsloten door een gietijzeren hekwerk uit 1866. De kerk in eclectische stijl met neorenaissance elementen is gebouwd naar ontwerp van M. Daalder. De kerk is een rijksmonument. De huidige luidklok uit 1948 in de dakruiter werd gegoten door Van Bergen te Heiligerlee ter vervanging van een door de Duitse bezetter gevorderde luidklok uit 1880. De klok uit 1880 was een vervanging van een klok uit 1512 gegoten door Johan van Bremen. Deze klok uit 1512 hing tot 2003 in een kerk te Schagen, maar is weer terug in Midsland.

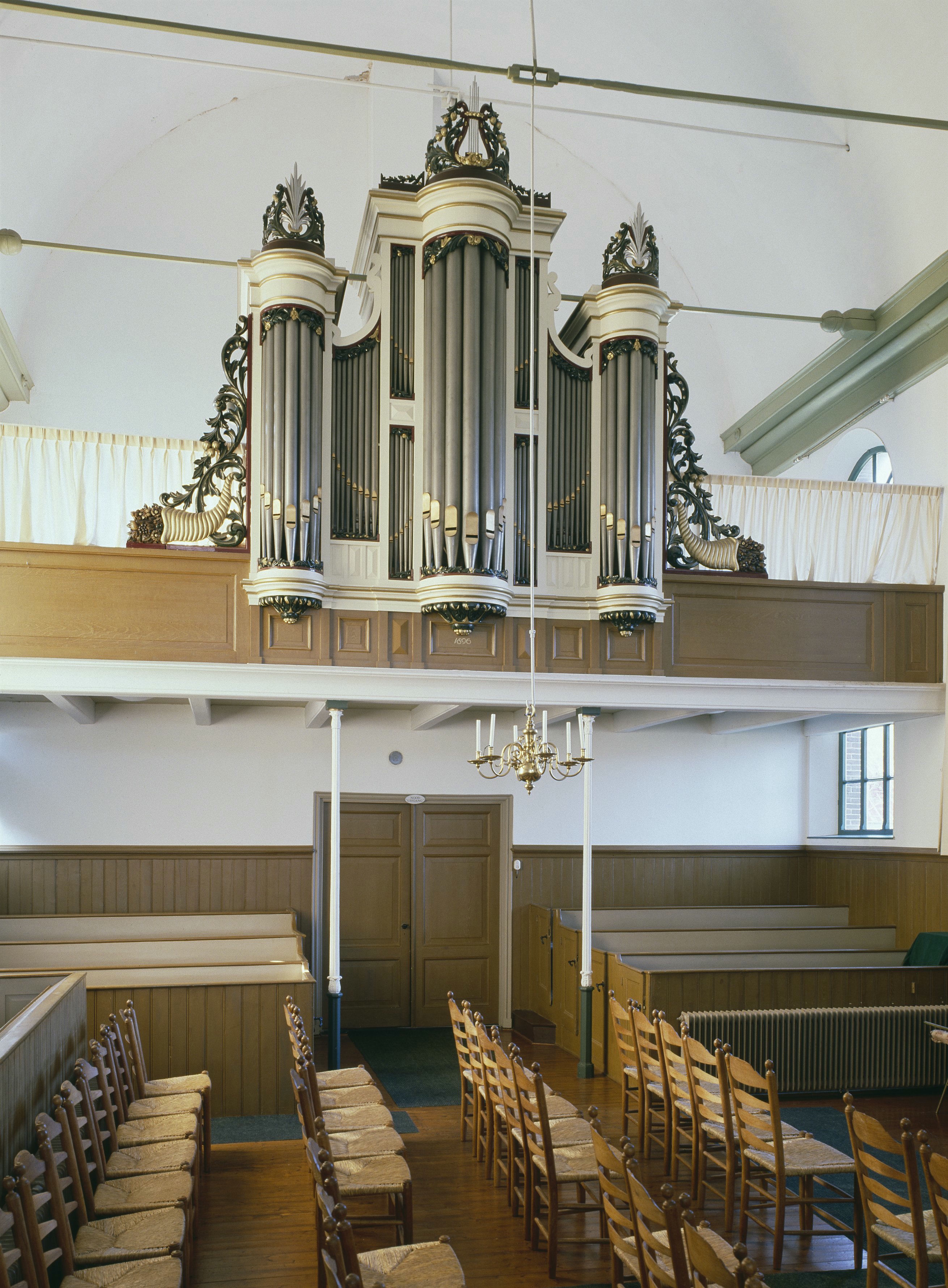
Interieur met orgel (2008)
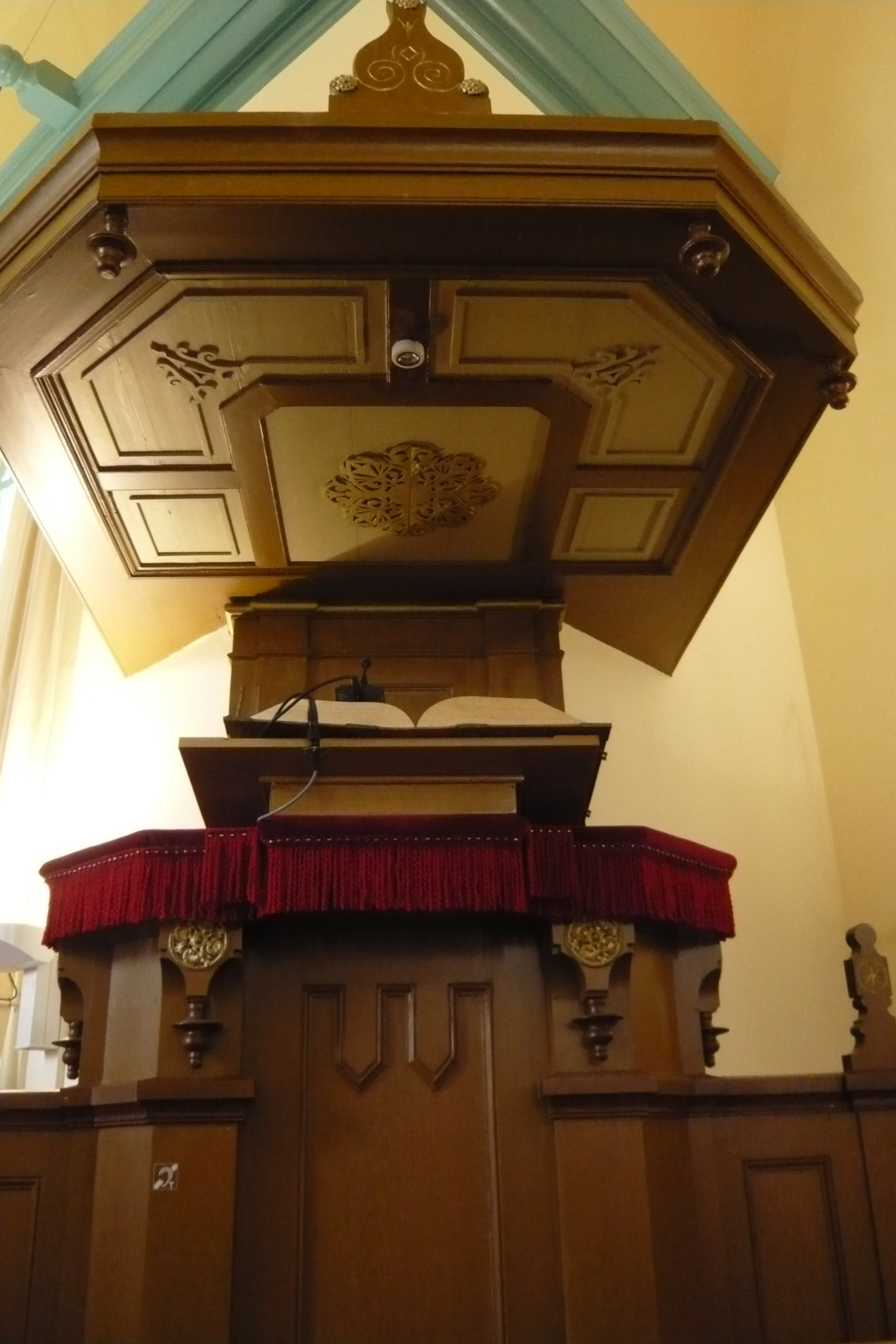
Preekstoel (2012)
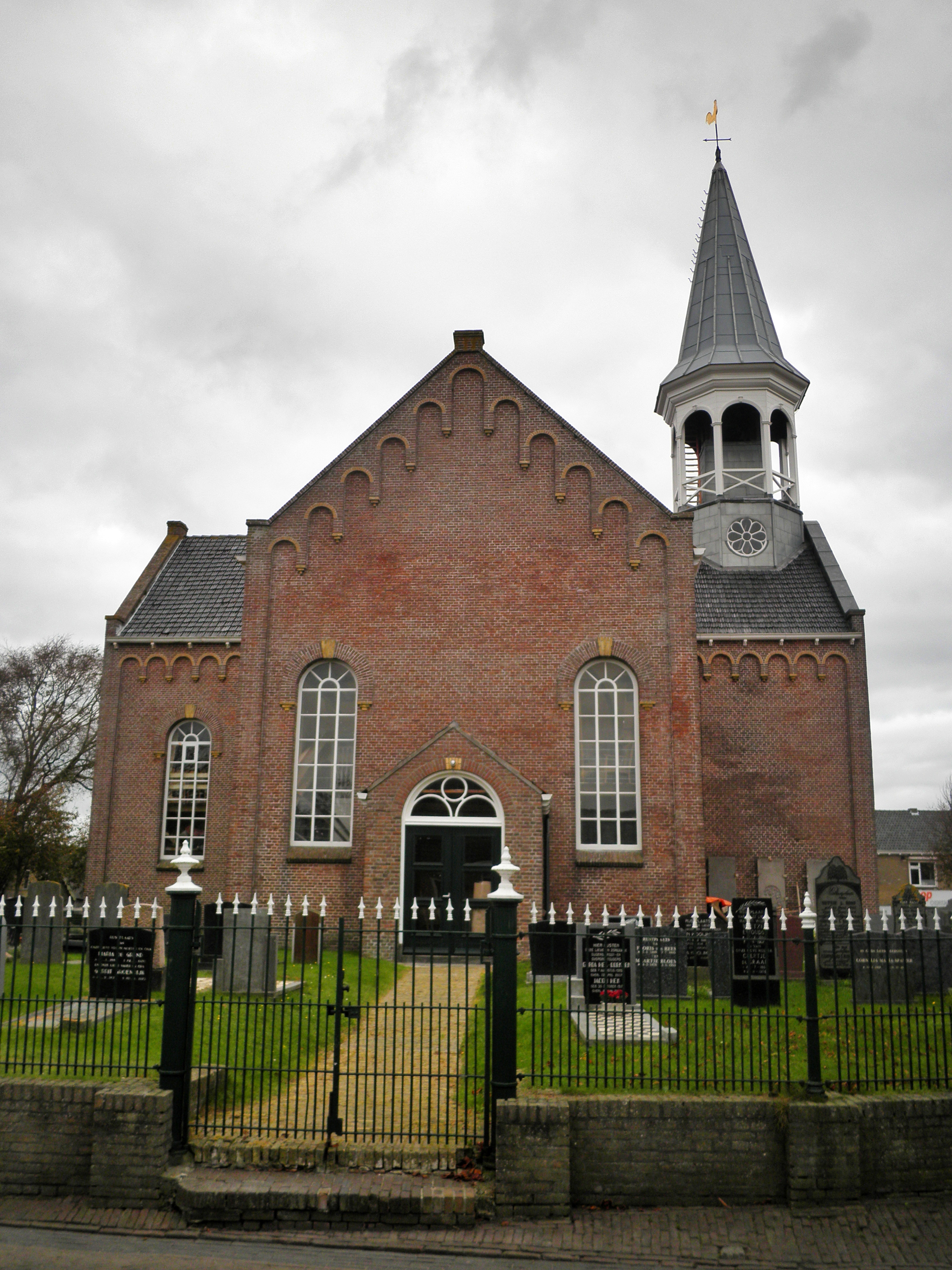
Westelijke entree (2011)

## Orgel
Het orgel uit 1896 is gemaakt door Johan Frederik Kruse en in 1921 gewijzigd door Bakker & Timmenga. Het is een eenklaviersorgel met aangehangen pedaal. Hieronder volgt de dispositie:
| Manuaal C-f’’’ |    |
| Prestant       | 8’ |
| Holpijp        | 8’ |
| Viola di Gamba | 8’ |
| Octaaf         | 4’ |
| Fluit          | 4’ |
| Quint          | 3’ |
| Octaaf         | 2’ |

| Pedaal C-g  |
| Aangehangen |